# 만약 내가 왕이라면

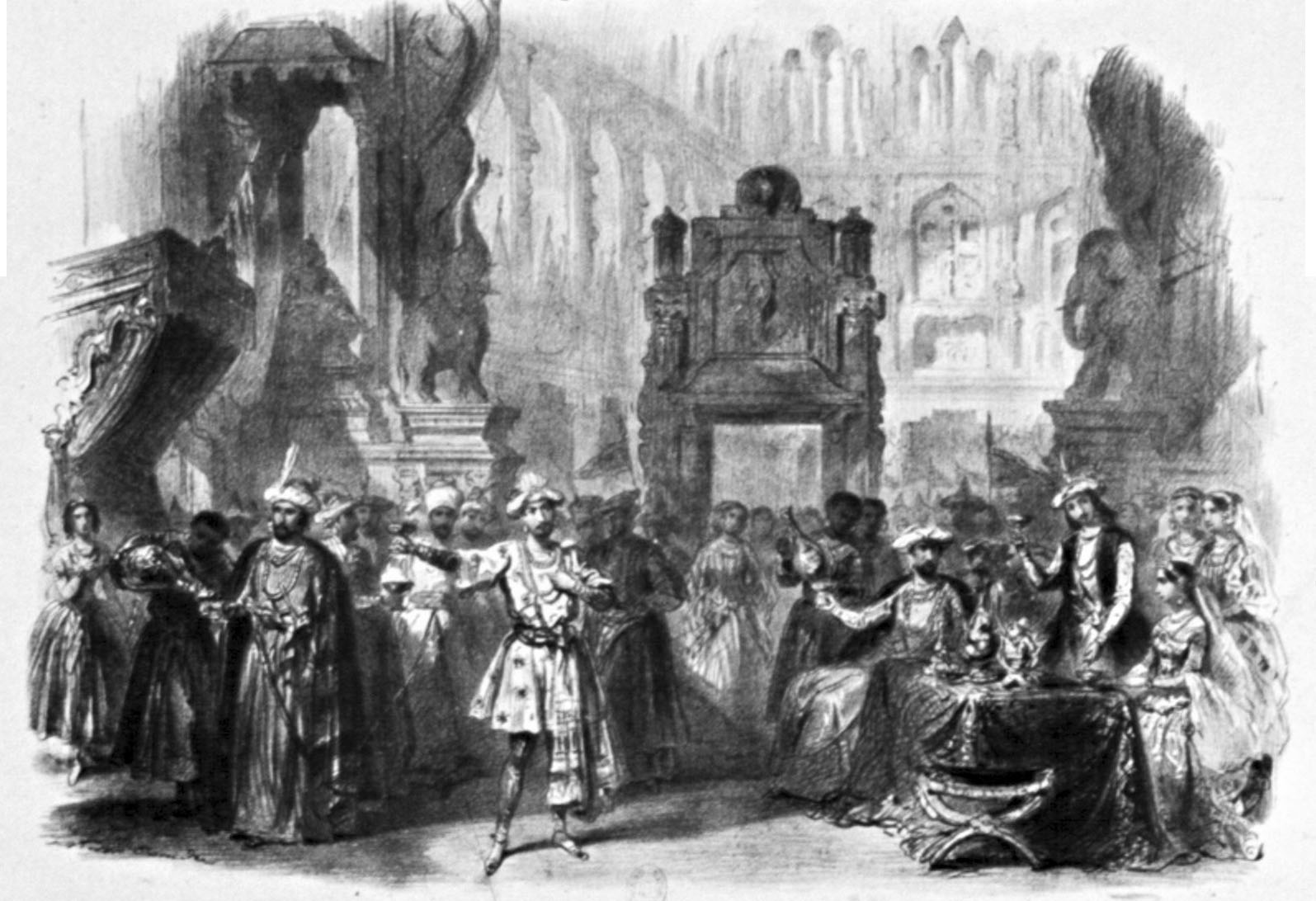

《만약 내가 왕이라면(Si j'étais roi)》은 아돌프 아당이 작곡한 3막의 오페라 코미크이다. 대본은 Adolphe d'Ennery와 Jules Brésil에 의해 작성되었다. 1852년 파리의 9월 4일 리리크 극장에서 초연되었다. 이 오페라는 롱쥐뫼의 우편배달부보다는 인기가 덜하나, 아당의 정제된 작품으로 여겨진다.

## 등장인물
- MOSSOUL, 고아의 왕 (바리톤)
- KADOOR 왕자, 왕의 사촌 (베이스)
- ZÉPHORIS, 어부 (테너)
- PIFÉAR, 어부 (테너)
- ZIZEL, 후견인 (베이스)
- NÉMÉA 공주, 왕의 사촌 (소프라노)
- ZÉLIDE, ZÉPHORIS의 누이 (소프라노)
- ATAR, 수상 (베이스)
- ISSALIM, 외과 의사 (베이스)
- 노예 (베이스)

## 줄거리
이야기는 16세기의 고아 주로, 한 젊은 어부가 물에 빠진 공주를 구해내고, 그녀와 사랑에 빠진다. 몇달뒤 찾아온 왕이 그를 찾아온다. 왕이 감사의 표시로, 그 어부가 하루 동안 왕이 될 수 있게 허락한다. 이로써 어부는 사악한 왕자의 반대를 물리치고, 공주와 결혼할 수 있게 된다.